# Грийн Ривър (приток на Охайо)
Грийн Ривър (на английски: Green River) е река в източната част на САЩ, протичаща през щата Кентъки, ляв приток на Охайо. Дължината ѝ е 618 km, а площта на водосборния басейн – 24 425 km². Името на реката идва зеленият цвят на нейните води, който е причинен от дълбочината.
Река Грийн Ривър води началото си на 360 m н.в., от западната част на платото Камберланд, в окръг Линкълн, в южната част на щата Кентъки. В горното си течение има предимно западна посока, а в средното и долното – предимно северозападна. По цялото си протежение тече по равнинни местности, като силно меандрира, със спокойно и бавно течение. Влива се отляво в река Охайо, на 109 m н.в., в окръг Хендерсън, в северозападната част на щата Кентъки.
Водосборния басейн на река Грийн Ривър обхваща площ от 24 425 km², което представлява 4,98% от водосборния басейн на река Охайо. На север и североизток водосборния басейн на Грийн Ривър граничи с водосборните басейни на реките Салт Ривър и Кентъки, а на юг и югозапад – с водосборните басейни на реките Трейдиуотър и Камберланд, всичките леви притоци на Охайо. Основни притоци: леви – Барън Ривър (217 km), Понд Ривър (146 km); десни – Нолин Ривър (167 km), Рау Ривър (219 km).
Подхранването на река Грийн Ривър е смесено (снежно-дъждовно), с резки колебания на оттока през годината – от 4 – 5 m³/s през лятото до 3000 – 6000 m³/s по време на поройни дъждове през лятото във водосборният ѝ басейн. В долното и средното си течение реката е шлюзована и е плавателна за плитко газещи речни съдове на 320 km от устието си. По нея се транспортира голяма част от въглищата добити в щата Кентъки, като през 2002 г. са превозени почти 10 млн.т. По долината в средното ѝ течение се намира прочутият национален парк „Мамутова пещера“.. По нейното течение са разположени градовете Грийнсбърг, Мънфордвил, Моргантаун.